# Björn Nittmo
Björn Arne Nittmo (* 26. Juni 1966 in Lomma, Schweden) ist ein ehemaliger schwedischer American-Football-Spieler. Er spielte auf der Position des Kickers.

## Footballkarriere
Nittmo spielte College Football an der Appalachian State University. Nach seiner Collegezeit spielte er in der Saison 1989 für die New York Giants in der NFL, konnte sich aber nicht durchsetzen und wurde nur in sechs Spielen eingesetzt. Danach spielte er für diverse Teams in verschiedenen Profiligen, darunter die Montreal Machine in der WLAF und Stockholm Nordic Vikings in der FLE. Des Weiteren kickte er für fünf verschiedene Teams in der AFL und 1995 in der CFL. Zudem bestritt er Spiele für die schwedische Nationalmannschaft.

## Film & Fernsehen
Nittmo war während seiner Zeit bei den Giants einige Male zu Gast bei Late Night with David Letterman. Im Film Any Given Sunday ist er als Kicker zu sehen.